# 和田小六
和田 小六（わだ ころく、1890年（明治23年）8月5日 - 1952年（昭和27年）6月11日）は、日本の工学者。長距離飛行の世界記録を打ち立てた航研機の開発など、東京帝国大学航空研究所長として日本の航空工学の発展に貢献した。東京工業大学学長、東京帝国大学教授、千葉工業大学3代目顧問などを務めた。

## 系譜
父は木戸孝正で、木戸孝允は義理の祖父に当たる。妻は吉川重吉の娘で、獅子文六の妻の妹。長女・正子の夫は都留重人、次女・綾子の夫は新日本電気会長肥後一郎。長男・和田昭允は東京大学名誉教授で東京大学理学部長、日本学術会議第4部長、理化学研究所ゲノム科学総合研究センター所長を務めた。

## 生涯
1890年（明治23年）8月5日、木戸孝正・壽栄子夫妻の次男として東京府で生まれた。政治家の木戸幸一は兄である。学習院中等科を卒業後、旧制第一高等学校を経て東京帝国大学工科大学（現・東京大学工学部）造船学科に入学する。1915年（大正4年）に大学を卒業し、同大学院に進学し航空工学を専攻した。1919年（大正8年）、祖父の木戸孝允の生家である和田家を継ぐため、和田小六に改名し、孝允の異母姉の子である和田芳助より和田家を継承した。
1920年（大正9年）より文部省留学生としてイギリス、アメリカ、ドイツ、フランスへ留学した。この間、ルートヴィヒ・プラントルやセオドア・フォン・カルマンから航空技術を学んでいる。留学中の1921年（大正10年）に東京帝国大学航空研究所の所員となり、翌1922年（大正11年）に帰国した。文部省の航空用語調査委員などを務める一方、1923年（大正12年）には東京帝国大学工学部の教授に就任した。1927年（昭和2年）には『不等空気速度の測定について』という論文で博士号を取得している。このころ風洞の研究を行ない、田中舘愛橘らと交流があった。
1932年（昭和7年）、斯波忠三郎の後を受けて、所員間の選挙で航空研究所の所長に選出された。中小企業だった東京瓦斯電気工業（現在のいすゞ自動車や日野自動車）に機体開発を依頼し、エンジンにはBMWの中古ガソリンエンジンを用いるなど工夫をこらし、航研機の開発を指導した。この機は1938年（昭和13年）5月13日に千葉県木更津の海軍飛行場を離陸して、千葉県銚子を経て群馬県太田の中島飛行機株式会社の本館上空で左旋回し、神奈川県平塚海岸の航空灯台を回って、木更津の基点に戻る1周401.759kmの3角コースで11,651kmという長距離飛行の世界記録を樹立した。1942年（昭和17年）に政府によって内閣に技術院が設立されるとその次長となった。当時、航空研究所を技術院に移管する計画があったが和田はこれを拒否している。
1944年（昭和19年）12月、レーダー開発のため東京工業大学学長だった八木秀次が技術院総裁に迎えられ、和田は後任として同大学の学長に就任した。この頃の和田のメモには、社会における研究活動の在り方に関する考察が残されており、終戦間もない1945年（昭和20年）9月28日に大学改革の提案を行なった。この改革ではマサチューセッツ工科大学を参考にしたもので、GHQに評価され、翌年に和田は「大学設立基準設定に関する協議会」第二委員会の委員長に任命されている。1952年（昭和27年）6月11日、胃癌のため62歳で逝去。墓所は多磨霊園。勲一等瑞宝章が追贈された。